# Acer glabrum
Acer glabrum é uma espécie de árvore do gênero Acer, pertencente à família Aceraceae.